# Fernandinho Beira-Mar
Luiz Fernando da Costa, bekannt als Fernandinho Beira-Mar (* 4. Juli 1967 in Duque de Caxias/RJ), ist ein berüchtigter brasilianischer Krimineller und ehemaliger Führer des Comando Vermelho.
Gemäß brasilianischer Bundesbehörden wurde Fernandinho Beira-Mar zu den größten Drogen- und Waffenhändlern Lateinamerikas gerechnet. Er wird für hunderte bis tausende von Folterungen und Morden, die im Zusammenhang mit den Drogenkriegen in Rio de Janeiro stehen, verantwortlich gemacht.

## Biographie
Fernandinho Beira-Mar wuchs in der Favela Beira-Mar in Duque de Caxias im Bundesstaat Rio de Janeiro auf.
Im Jahr 1987 wurde Fernandinho im Alter von 20 Jahren wegen Diebstahls verhaftet, nachdem er der Armee schwere Waffen gestohlen und diese an Drogenhändler in Rio de Janeiro weiterverkauft hatte. Nach Verbüßung seiner Haftstrafe kehrte er in die Favela Beira-Mar zurück, wo er im Alter von 22 Jahren eine der bekanntesten Führungsfiguren des lokalen Drogenhandels wurde.
Ein Teil der Einnahmen aus dem Rauschgiftgeschäft wurde von der Organisation Beira-Mar in Immobilien und Agribusiness gewaschen und reinvestiert. Um der Strafverfolgung durch die Polizei zu entgehen, entschloss er sich, bei seinem Marihuana-Hauptlieferanten in Paraguay Zuflucht zu suchen. Als Beira-Mar in seine Heimat zurückkehrte, dehnte er seinen Einfluss auf 13 Favelas aus; er hatte jedoch noch weitere Expansionspläne. Um den Drogenvertrieb in Rio de Janeiro zu dominieren, organisierte Fernandinho Beira-Mar eine Party und rief dazu Verwandte und Verbündete an. Die Polizei wiederum stürmte diese Zusammenkunft, um ihn zu verhaften, er entkam jedoch und befahl, da er sich von seinen Verbündeten betrogen fühlte, deren Tod und übernahm daraufhin den lokalen Drogenvertrieb.
Bekämpft wurden rivalisierende Banden und die Polizei. Fernandinho Beira-Mar, auf dessen Konto nach Aussagen der Polizei 70 Prozent der Drogenimporte gingen, wird als hochgradig psychopathische Persönlichkeit und als außergewöhnlich „kalt“ und „gefühllos“  beschrieben. Er soll vor allem bei Folterungen, wie z. B. dem Abtrennen von Zehen oder Ohren, seine völlige Empathielosigkeit zum Ausdruck gebracht haben.
Da er über wenige Ressourcen verfügte, floh Fernandinho Beira-Mar nach Uruguay. Dann verbündete er sich mit der Guerillaorganisation FARC in Kolumbien, um Möglichkeiten zu eruieren, wie man sich den Fraktionen anschließt, die im Kokainhandel eine führende Rolle spielen. Er wurde jedoch von der kolumbianischen Armee verhaftet und nach Brasilien ausgeliefert.
Im Gefängnis von Bangu I, wo er sich 2003 aufhielt, gelang es Beira-Mar, automatische Pistolen zu erwerben und den unzufriedenen Uê, Anführer der ADA (Amigos dos Amigos), hinzurichten, da dieser sich geweigert hatte, sich den Fraktionen anzuschließen und sich dem Staat zu widersetzen.
Fernandinho Beira-Mar ist seit 2002 inhaftiert. Von 2002 bis 2008 wurde er aufgrund der Regelungen der jeweiligen Strafvollzugsanstalt und der Entscheide der Gerichte ständig neu verlegt, unter anderem ins SUPERMAX-Gefängnis von Presidente Prudente/SP.
Im Dezember 2010, während der Besetzung der Favela Complexo do Alemão, wurden Briefe gefunden, die Beira-Mar zugeschrieben wurden und möglicherweise aus dem Gefängnis in Mato Grosso do Sul stammten. Diese Briefe hatten den Inhalt, die Entführungen von Behördenangestellten zu organisieren, um sie gegen Milizsoldaten auszutauschen, die sich derzeit im Gefängnis befanden. Aufgrund der Besorgnis über diese Briefe erschien es möglich, dass Beira-Mar erneut in das differenzierte Disziplinarregime (RDD) aufgenommen wird.
Am 2. Februar 2012 wurde er in das Bundesgefängnis von Porto Velho in Rondônia verlegt. Derzeit sitzt er im Bundesgefängnis von Mossoró in Rio Grande do Norte ein.
Im Jahr 2015 wurde Beira-Mar wegen der Ermordung von vier Menschenhändlern während eines Aufstands in Bangu I, im Gericinó-Strafvollzugskomplex, im September 2002 zu 120 Jahren Gefängnis verurteilt. Seine fünf Söhne, die ebenfalls im Drogenhandel beschäftigt sind, wurden ebenfalls festgenommen. Seine Tochter Fernanda Costa (* 1985), ausgebildete Zahnärztin, kandidierte in einer Gemeinde der Baixada Fluminense für ein politisches Amt.
Im August 2016 wurde Fernandinho wegen des Todes eines Studenten im Jahr 1999 zu weiteren 30 Jahren Gefängnis verurteilt. Er verbüßte eine gewisse Zeit im Hochsicherheitstrakt des Bundesgefängnisses von Porto Velho und kommandierte von dort aus weiterhin die Geschäfte und Tötungsbefehle seiner Organisation. Im Mai 2017 wurde Fernandinho Beira-Mar erneut in das Bundesgefängnis von Mossoró in Rio Grande do Norte verlegt. Während seiner Haft studierte Beira-Mar Betriebswirtschaft und machte einen Abschluss in Theologie.

## Studien über den brasilianischen Drogenhandel
Das vom Drogenhändler Fernandinho Beira-Mar geschaffene kriminelle System wurde bereits Gegenstand akademischer Studien. Der Drogenboss wurde auch in der nationalen Literatur von mehreren Autoren analysiert, wie dem Journalisten Percival de Souza (Narcoditadura: der Fall von Tim Lopes, Organisiertes Verbrechen und investigativer Journalismus in Brasilien, 2002), dem Philosophen Alba Zaluar (Perverse Integration: Armut und Drogen. Menschenhandel, 2004) und dem Bankangestellten Wagner Fonseca Lima (Gewalt in Unternehmen und moralische Belästigung, 2005). In einem Sachbuch über den CV und PCC wird auch erwähnt, dass sich beide Fraktionen einem intensiven Krieg bekämpfen.